# Haloschizopera ruthorum
Haloschizopera ruthorum is een eenoogkreeftjessoort uit de familie van de Miraciidae. De wetenschappelijke naam van de soort is voor het eerst geldig gepubliceerd in 1967 door Por.